# Aeropuerto de Bremen
El aeropuerto de Bremen (en alemán: Flughafen Bremen) (IATA: BRE, OACI: EDDW) presta servicio a la ciudad de Bremen, Alemania. En 2014 pasaron por él 2,77 millones de pasajeros.

## Historia
El aeropuerto fue fundado en 1913 cuando el senado de Bremen otorgó a la Aviation Association un permiso oficial para utilizar el lugar como base aérea.
En 1920, la compañía holandesa KLM puso un vuelo desde Ámsterdam con paradas en Bremen y Hamburgo a Copenhague.
En 1945 estuvo bajo mandato de las tropas estadounidenses si bien regresó a poder de la ciudad en 1949. Durante los cincuenta, se agregaron vuelos a Nueva York y Río de Janeiro.
En 1989 el aeropuerto pasó por primera vez del millón de pasajeros.
El Bremenhalle que se encuentra en el interior del aeropuerto alberga un pequeño museo sobre la aviación y la explotación espacial, mostrando el Junkers W33 avión Bremen y el primer módulo laboratorio espacial.

## Transporte terrestre
El tranvía número 6 sale cada 5 a 10 minutos (los domingos hasta 30 min) al centro de Bremen. El trayecto dura 11 minutos y cuesta 2,50 €. Bus2fly ofrece un servicio de bus con Hamburgo, con horarios acordes a los vuelos Ryanair. La duración del viaje es de 90 minutos y cuesta 12 € cada trayecto.

## Aerolíneas y destinos

### Destinos nacionales
| Ciudades           | Aeropuerto                                             | Aerolíneas |
| Alemania           | Alemania                                               | Alemania   |
| ------------------ | ------------------------------------------------------ | ---------- |
| Baden-Wurtemberg   |                                                        |            |
| Stuttgart          | Aeropuerto de Stuttgart                                | Eurowings  |
| Baviera            |                                                        |            |
| Múnich             | Aeropuerto Internacional de Múnich-Franz Josef Strauss | Lufthansa  |
| Hesse              |                                                        |            |
| Fráncfort del Meno | Aeropuerto de Fráncfort del Meno                       | Lufthansa  |

### Destinos internacionales
| Ciudades por países | Nombre del aeropuerto                                   | Aerolíneas                                              |
| África              | África                                                  | África                                                  |
| ------------------- | ------------------------------------------------------- | ------------------------------------------------------- |
| Túnez               |                                                         |                                                         |
| Monastir            | Aeropuerto Internacional de Monastir-Habib Burguiba     | Sundair (Estacional)                                    |
| Europa              |                                                         |                                                         |
| Austria             |                                                         |                                                         |
| Viena               | Aeropuerto de Viena-Schwechat                           | Austrian Airlines                                       |
| Bulgaria            |                                                         |                                                         |
| Varna               | Aeropuerto de Varna                                     | Sundair (Estacional)                                    |
| Croacia             |                                                         |                                                         |
| Zadar               | Aeropuerto de Zadar                                     | Ryanair (Estacional)                                    |
| España              |                                                         |                                                         |
| Alicante            | Aeropuerto de Alicante-Elche Miguel Hernández           | Ryanair                                                 |
| Fuerteventura       | Aeropuerto de Fuerteventura                             | Sundair                                                 |
| Gran Canaria        | Aeropuerto de Gran Canaria                              | Sundair (Estacional)                                    |
| Lanzarote           | Aeropuerto César Manrique-Lanzarote                     | Ryanair (Estacional)                                    |
| Málaga              | Aeropuerto de Málaga-Costa del Sol                      | Ryanair                                                 |
| Palma de Mallorca   | Aeropuerto de Palma de Mallorca                         | Eurowings (Estacional) / Ryanair / Sundair (Estacional) |
| Tenerife            | Aeropuerto de Tenerife Sur                              | Sundair (Estacional)                                    |
| Grecia              |                                                         |                                                         |
| Heraclión           | Aeropuerto Internacional de Heraclión Nikos Kazantzakis | Sundair (Estacional)                                    |
| Rodas               | Aeropuerto Internacional de Rodas-Diágoras              | Sundair (Estacional)                                    |
| Moldavia            |                                                         |                                                         |
| Chisináu            | Aeropuerto Internacional de Chisináu                    | FlyOne                                                  |
| Países Bajos        |                                                         |                                                         |
| Ámsterdam           | Aeropuerto de Ámsterdam-Schiphol                        | KLM Royal Dutch Airlines                                |
| Reino Unido         |                                                         |                                                         |
| Londres             | Aeropuerto de Londres-Stansted                          | Ryanair                                                 |
| Suiza               |                                                         |                                                         |
| Zúrich              | Aeropuerto Internacional de Zúrich                      | Swiss International Air Lines                           |
| Turquía             |                                                         |                                                         |
| Antalya             | Aeropuerto de Antalya                                   | Pegasus Airlines (Estacional) / SunExpress              |
| Esmirna             | Aeropuerto de Esmirna-Adnan Menderes                    | SunExpress (Estacional)                                 |
| Estambul            | Aeropuerto de Estambul                                  | Turkish Airlines                                        |
| Estambul            | Aeropuerto Internacional Sabiha Gökçen                  | Pegasus Airlines                                        |

## Estadísticas

Mapa del Tranvía de Bremen (2024)

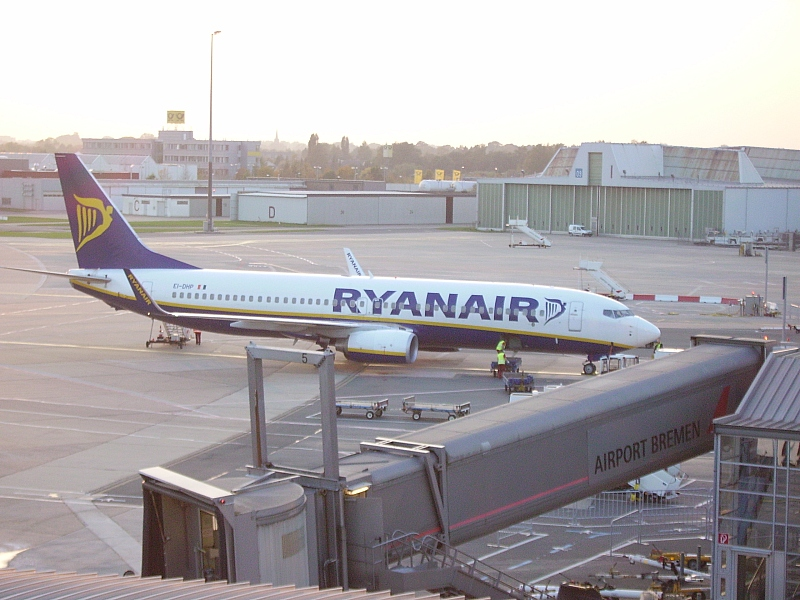
Un Boeing 737 de Ryanair en el aeropuerto de Bremen.

Ver fuente y consulta Wikidata.